# Khâm định Đại Nam hội điển sự lệ
Khâm định Đại Nam hội điển sự lệ (欽定大南會典事例) là một cuốn sách thuộc thể loại hội điển, ghi chép những điển pháp Việt Nam dưới triều Nguyễn. Nguyên bản bộ sách bằng chữ Hán gồm 2 phần: 
- Phần Chính biên được biên soạn từ năm Thiệu Trị thứ 3 1843 đến năm Tự Đức thứ 4 1851, gồm 262 quyển (+1 quyển Thủ) với hơn 8.000 trang bản thảo; ghi chép các chiếu chỉ, tấu sớ của triều đình Nguyễn từ năm Gia Long thứ nhất 1802 đến năm Tự Đức thứ 4 1851.
- Phần Tục biên được biên soạn từ năm Thành Thái thứ nhất 1889 đến năm Thành Thái thứ 7 1895, gồm 61 quyển (kể cả quyển Mục lục) với hơn 6.000 trang bản thảo, ghi chép các chiếu chỉ, tấu sớ của triều đình Nguyễn từ năm Tự Đức thứ 5 1852 đến năm Thành Thái thứ nhất 1889.
- Ngoài ra còn phần Tục biên Hậu thứ, ghi chép các chiếu chỉ, tấu sớ của triều đình Nguyễn từ năm Thành Thái thứ 2 1890 đến năm Duy Tân thứ 8 1914, gồm 28 quyển, khoảng 850 trang bản thảo, nhưng chưa duyệt in, được lưu trữ tại Sử quán triều Nguyễn.[2]